# Mary Ellen Rudin
Mary Ellen Rudin (Hillsboro, Texas, 7 de dezembro de 1924 – 18 de março de 2013) foi uma matemática estadunidense.
Nascida Mary Ellen Estill, entrou na Universidade do Texas em Austin, obtendo o Bachelor of Arts em 1944 e o Ph.D. em 1949, orientada por Robert Lee Moore. Em 1953 casou com o matemático Walter Rudin. Seguindo seu mentor Moore, sua pesquisa foi centrada sobre a topologia do conjunto ponto. Foi indicada professora de matemática da Universidade do Wisconsin-Madison em 1971, onde foi professora emérita. Foi vice-presidente da American Mathematical Society (1980–1981). Em 1984 foi selecionada para apresentar a Noether Lecture. Foi membro honorário da Academia de Ciências da Hungria (1995).
Rudin é conhecida na topologia por sua construção de contra-exemplos a conjecturas bem conhecidas. Foi a primeira a construir um espaço de Dowker, refutando assim uma conjectura de Dowker, ajudando a direcionar a pesquisa topológica durante mais de vinte anos. Também provou a primeira conjectura de Morita e uma versão restrita da segunda. Seu último grande resultado é uma prova da conjectura de Nikiel. Seu número de Erdős é 1.
Residiu em Madison (Wisconsin), na Walter Rudin House, casa projetada pelo arquiteto Frank Lloyd Wright.